# セルベラ

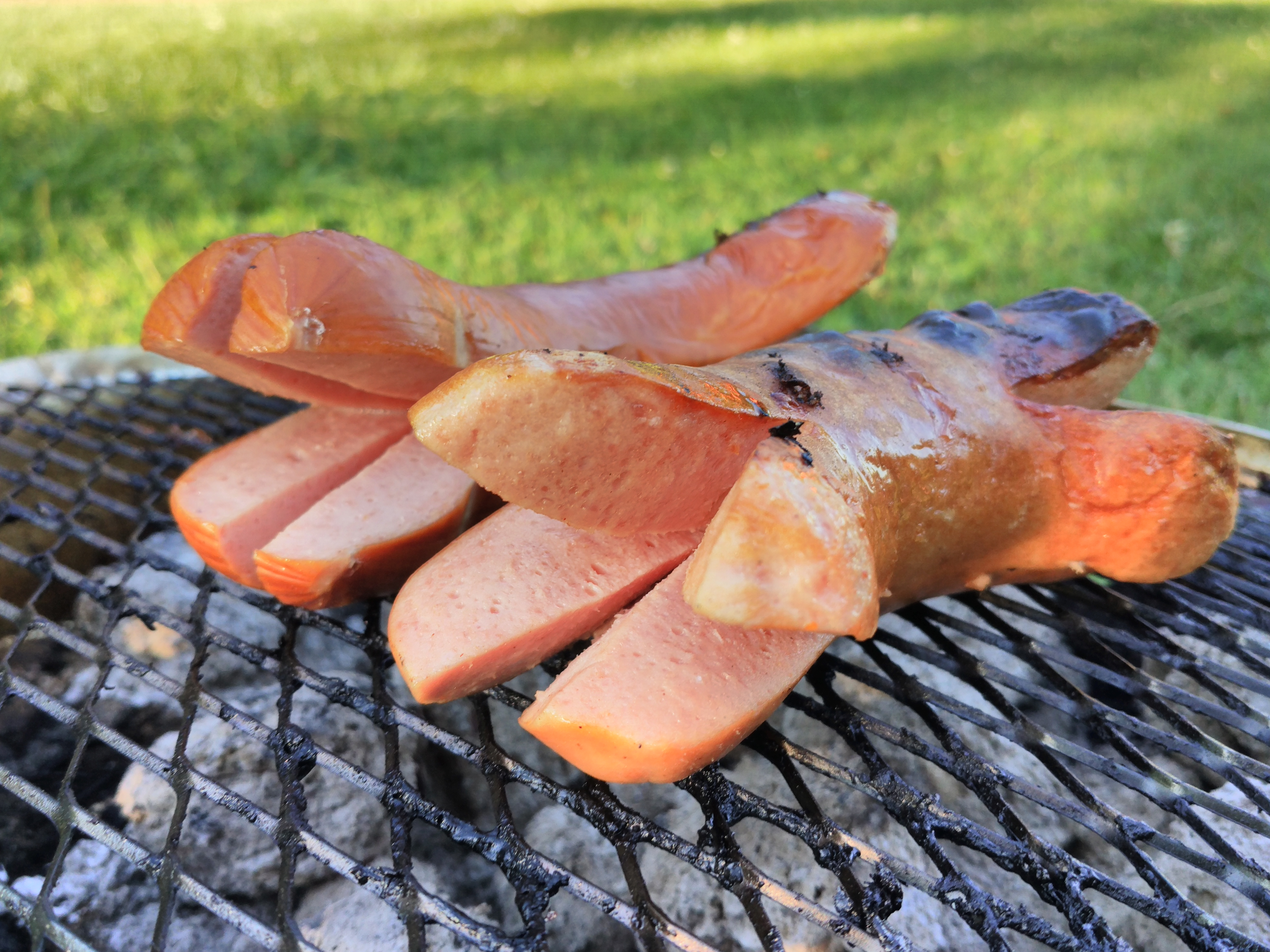
切り込みを入れてグリルされるセルベラ

セルベラ（フランス語: Cervelat）はスイスの国民的ソーセージ。
スイスでは非常に好まれており、統計では年間に約1億6000万本のセルベラが消費されている。
生のまま皮を剥いてスライスしたセルベラとスライスしたチーズ、ピクルスをマヨネーズで和えたヴルスト・ケーゼ・サラート（Wurst Käse Salat）や、破裂防止に切り込みを入れてグリルするなどして食べられる。切り込みは端に2回切り込みを入れ、4本の足にするのが人気がある。
1900年に開催されたパリ万国博覧会ではセルベラが「スイスの名物」として紹介され、以降、セルベラはスイスのナショナル・ソーセージとなった。
スイスで製造されるセルベラのケーシングにはブラジルから輸入された牛の腸皮が使われていたが、2006年に狂牛病に関連してブラジルからの輸入が禁止になると「ナショナル・ソーセージの危機」としてセルベラの買いだめが起きるなどした。その後、アルゼンチン産の牛の腸皮を代用することによって製造が継続されている。
セルベラの語源はラテン語の「小脳」（ラテン語: cerebellum）であり、実際に19世紀のレシピでは原材料として脳も含まれていた。今日では脳は使用されておらず、地域によって原材料は異なるが、おおむね牛肉と豚肉とベーコンを材料にしており、2本1組で販売されている。